# Continuïtat (cinema)
La continuïtat o ràcord  (del francès raccord) és, en el procés de muntatge de les imatges i l'àudio d'un programa o d'una pel·lícula, el registre dels diferents components d'un pla, com per exemple llum, moviments, posicions, i qualsevol altre detall necessari per supervisar un adequat ajustament entre pla i pla, de forma que en l'espectador no es trenqui la il·lusió de seqüència ni la credibilitat de la narració. Per tant, el ràcord fa referència a la coordinació, la fluïdesa i la unitat harmònica entre els diferents plans que constitueixen una seqüència i que permeten que l'espectador comprengui el relat audiovisual.
Hi ha una sèrie de lleis que regeixen la continuïtat i que afecten directament els dos factors determinants del muntatge continu: l'espai i el temps cinematogràfic.
En una gravació hi ha d'haver continuïtat a tots els nivells: d'acció, de gest, de direcció, de mirades, de moviments de càmera, d'il·luminació, de cromatisme, de cohesió tonal, d'escenari, de vestuari, d'interpretació...
A vegades, els errors de continuïtat, són utilitzats com a recurs provocatiu, ja que la transgressió del que és lògic es produeix intencionadament.

## Tipus de continuïtat
- La continuïtat del moviment: els plans s'han d’organitzar de manera que es mantingui la direcció del moviment. Podem posar l'exemple d'un personatge o un vehicle que es mou al llarg de més d'un pla. La velocitat que tenia en el primer pla ha de ser la mateixa que porti en el següent ja què sinó es produiría un canvi sobtat sense necessitat narrativa.

- La continuïtat a l'espai: Línies virtuals, direcció dels personatges i dels seus gests i mirades (si un personatge mira en una direcció, l’objecte o personatge que està observant ha d’aparèixer (en el següent pla) al lloc a on es dirigeix aquesta mirada)
- La continuïtat de l'enquadrament: Les figures i els objectes que intervenen en una acció han d’ocupar la mateixa posició a l'enquadrament de tots els pans, tot i que aquests siguin de diversos tipus i la figura o l’objecte aparegui en angles o mides diferents.
- La continuïtat en la posada en escena: Exigeix que els elements de la posada en escena (decorats, vestuari, maquillatge, actors...) d’una seqüència siguin els mateixos o respectin la lògica de la realitat en tots els plans que la componen. Ja que les pel·lícules no es registren seguint el guió seqüencial, cal assegurar-se que el vestuari dels personatges i el seu entorn no canvien sense raó. Els errors de continuïtat són molt comuns en l'attrezzo i es coneixen amb el nom de falta de ràcord.
- La continuïtat en la il·luminació: Que no hi hagi canvis sobtats de tonalitat dins d'un mateix espai i seqüència.
- La continuïtat de la situació: Quan hi ha un personatge o objecte que resta parat en un lloc de l'escenari al llarg de més d'un pla, cal vigilar que, durant tots els plans que componguin l'escena, el personatge es trobi exactament en la mateixa situació i no hi hagi un canvi de lloc sobtat.
- La continuïtat d'interpretació: També és molt important que els actors i actrius cuidin la continuïtat, no només espacial (cap a on es dirigeixen, etc.) sinó de la seva interpretació. Han de cuidar factors com el to de veu i l'expressivitat perquè resulti natural en cada canvi de pla.[4]

## Lleis de Ràcord
Hi ha un seguit de conceptes i lleis que ajuden a no perdre la continuïtat i que hem de tenir en consideració quan filmem una seqüència filmogràfica.

### La direcció
És molt important tenir en compte la direcció que segueixen els personatges en plans consecutius, per exemple, en les entrades i les sortides de camp. Si un personatge surt de camp per una banda de l'enquadrament, en el pla següent haurà d'entrar per la banda contrària d'aquest. Aquesta llei serveix tant per a les entrades i les sortides laterals com per les que s'efectuen en sentit vertical o diagonal.
El mateix passa amb el creuament de mirades entre personatges situats en plans consecutius. Si un personatge mira cap a l'esquerra, ha d'aparèixer un que miri cap a la dreta; si un mira en diagonal de dreta a esquerra, seguidament l'altre mirarà d'esquerra a dreta. Si un personatge mira cap amunt, l'altre que entri a l'enquadrament mirarà cap a baix.
A vegades cal fixar un sentit direccional únic a la trajectòria dels personatges en funció dels punts cardinals. El sentit direccional obliga a que s'estudiïn les lleis dels eixos de càmera i d'acció.

### Eixos de càmera i d'acció

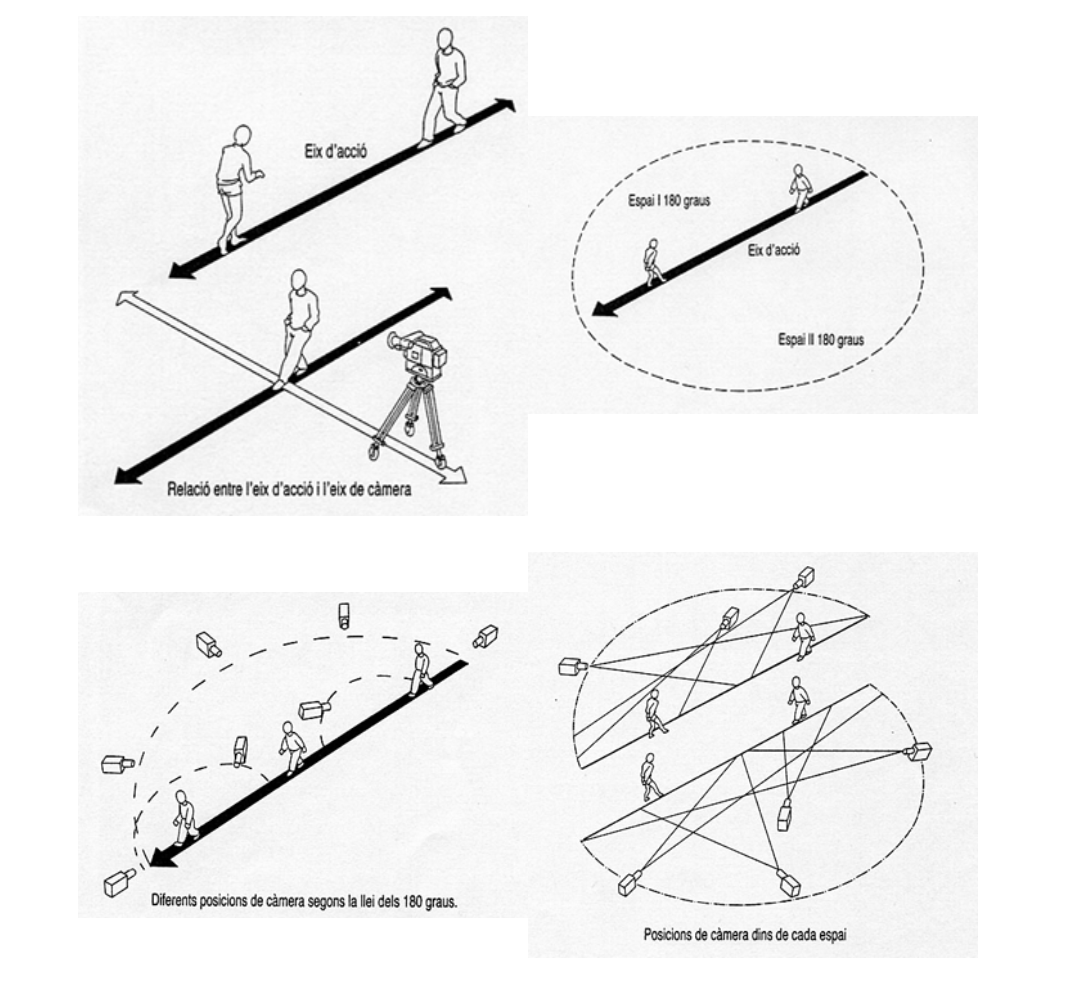
Eix d'acció i eix de càmera. Representació de la llei dels 180 graus.

Entenem per eix de càmera la línia imaginària que uneix el centre de l'objectiu de la càmera amb el centre de la superfície enquadrada per aquesta en un determinat camp visual.
Entenem per eix d'acció la línia imaginària que uneix els dos personatges que actuen com a interlocutors. Quan només hi ha un personatge, l'eix d'acció ve definit per la direcció de la seva mirada.
Així doncs, els tràvelings d'avançament i de retrocés suposen un desplaçament real al llarg de l'eix de càmera, i els moviments de zoom suposen un desplaçament figurat al llarg d'aquest eix.
Els desplaçaments entorn de l'eix d'acció es regeixen per unes lleis més complexes. Per exemple, I'anomenada llei dels 180 graus, segons la qual l'eix d'acció divideix l'espai en dues àrees de 180 graus cadascuna. Una vegada situem la càmera en una de les dues àrees, totes les preses següents han de fer-se des de qualsevol posició d'aquesta àrea.
Per entendre-ho, plantegem un exemple:
- En la retransmissió televisiva d'un partit de futbol, l'eix d'acció queda determinat per la línia imaginària que uneix les mirades dels dos porters. Una vegada iniciada la retransmissió des d'una banda del camp (el lateral de tribuna, per exemple), les càmeres no es poden moure d'aquest lateral.[5] Si es transgredís la regla dels 180 graus, l'espectador es desorientaria, ja que semblaria que els jugadors ataquen en direcció contrària a la que atacaven uns moments abans. Aquesta transgressió es coneix amb el nom de salt d'eix (crossing the line).Llei dels 30 graus.

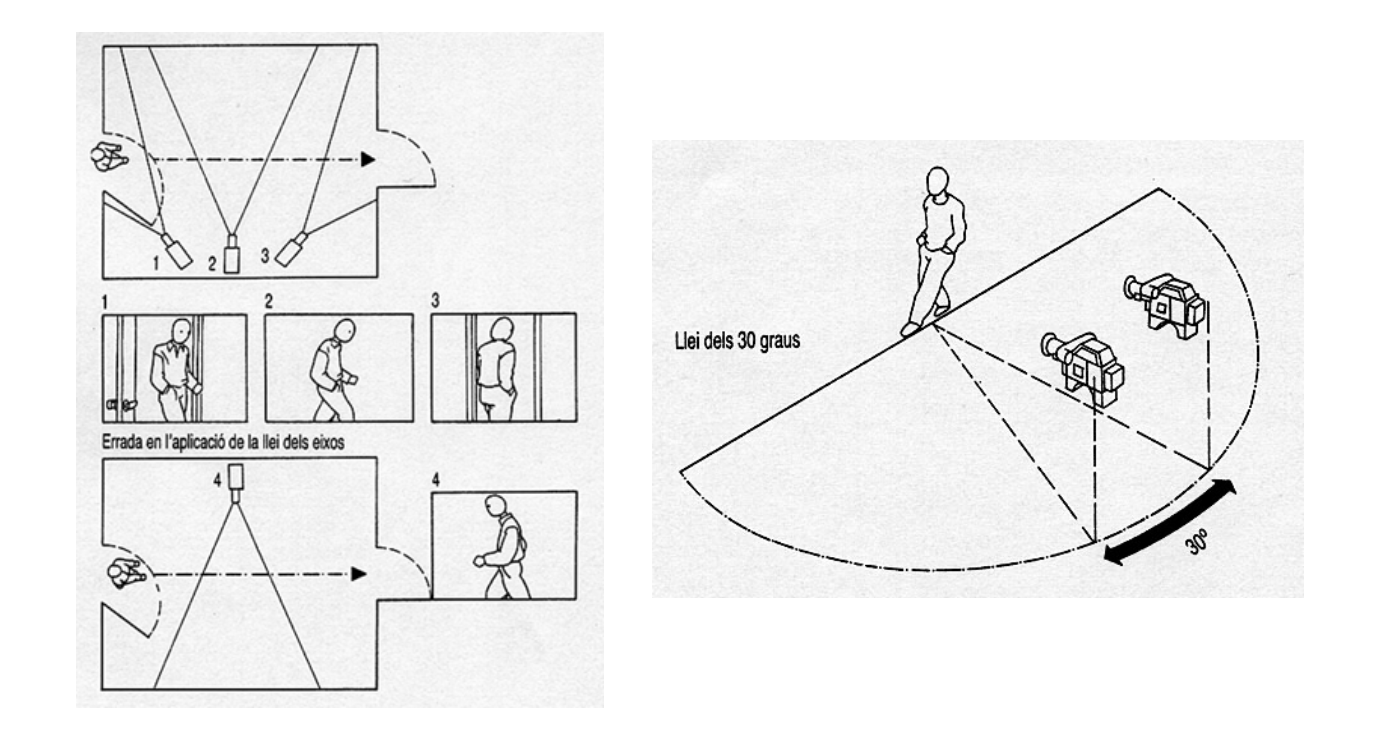
Llei dels 30 graus.

També existeix una altra llei, la regla dels 30 graus, que es basa en el següent: entre l'eix de càmera d'una determinada presa i l'eix de càmera de la següent hi ha d'haver una diferencia no inferior als 30 graus. Aquests 30 graus s'han de mesurar en l'espai, no només en sentit horitzontal. Si la càmera es desplacés en un angle inferior als 30 graus, no aconseguiria l'efecte d'un canvi deliberat de punt de vista, sinó d'error, de distorsió, de salt injustificat dins del mateix eix de càmera.